# Estación de Pepinster
La estación de Pepinster es una estación de tren belga situada en Pepinster, en la provincia de Lieja, región Valona.
Pertenece a la línea  de S-Trein Lieja.

## Situación ferroviaria
La estación se encuentra en la línea 37 (Lieja-Hergenrath).

## Intermodalidad
| Línea | Procedencia              | Parada           | Destino            |
| ----- | ------------------------ | ---------------- | ------------------ |
| 188   | PRAYON Château           | PEPINSTER Église | PEPINSTER Athénée  |
| 288   | VERVIERS Palais          | PEPINSTER Église | SOIRON Moulin      |
| 388   | VERVIERS Palais          | PEPINSTER Église | SPA Pompea         |
| 701   | VERVIERS Rue de la Cité  | PEPINSTER Église | PEPINSTER Athénée  |
| 707   | SOMMELEVILLE Place Verte | PEPINSTER Église | PEPINSTER Athénée  |
| 727   | VERVIERS Palais          | PEPINSTER Église | HOUSSONLOGE Église |